# تراموا بوردو
تراموا بوردو (فرانسوی: Tramway de Bordeaux‎) سیستم تراموا در بوردو، فرانسه است.
این تراموا که در سال ۲۰۰۳ تأسیس شده دارای ۴ خط، ۱۳۰ ایستگاه و ۷۷٫۳ کیلومتر طول می‌باشد.

## نگارخانه

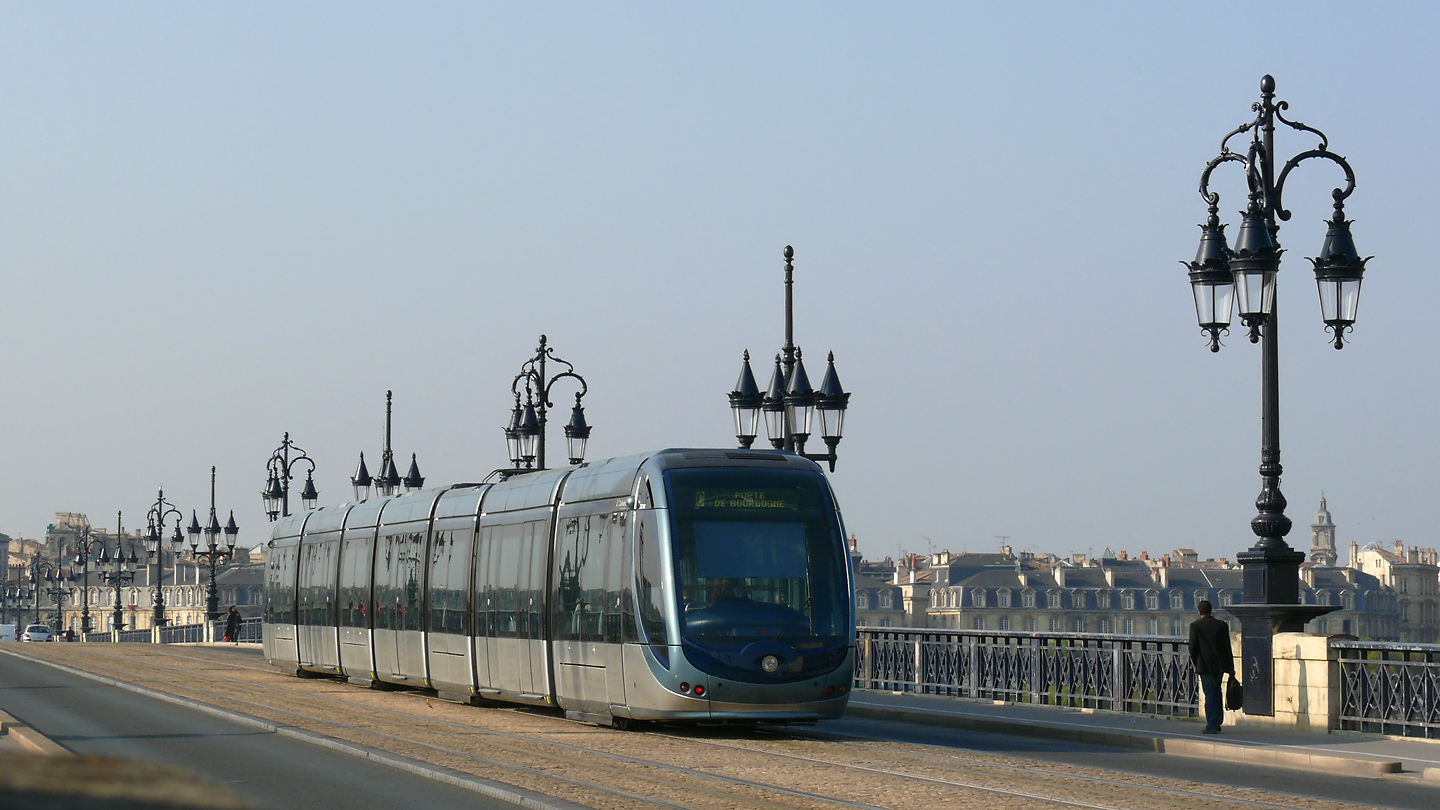
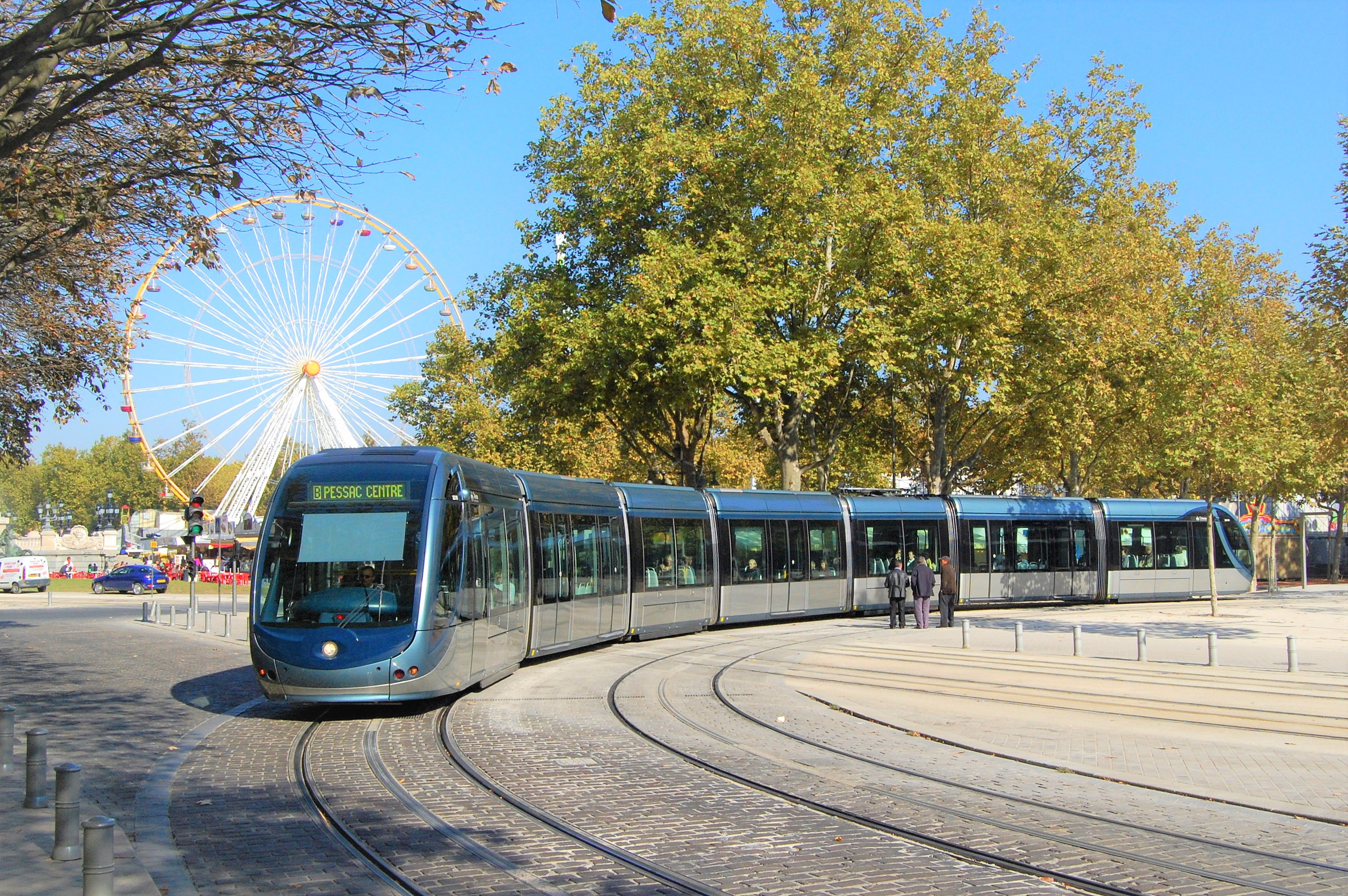
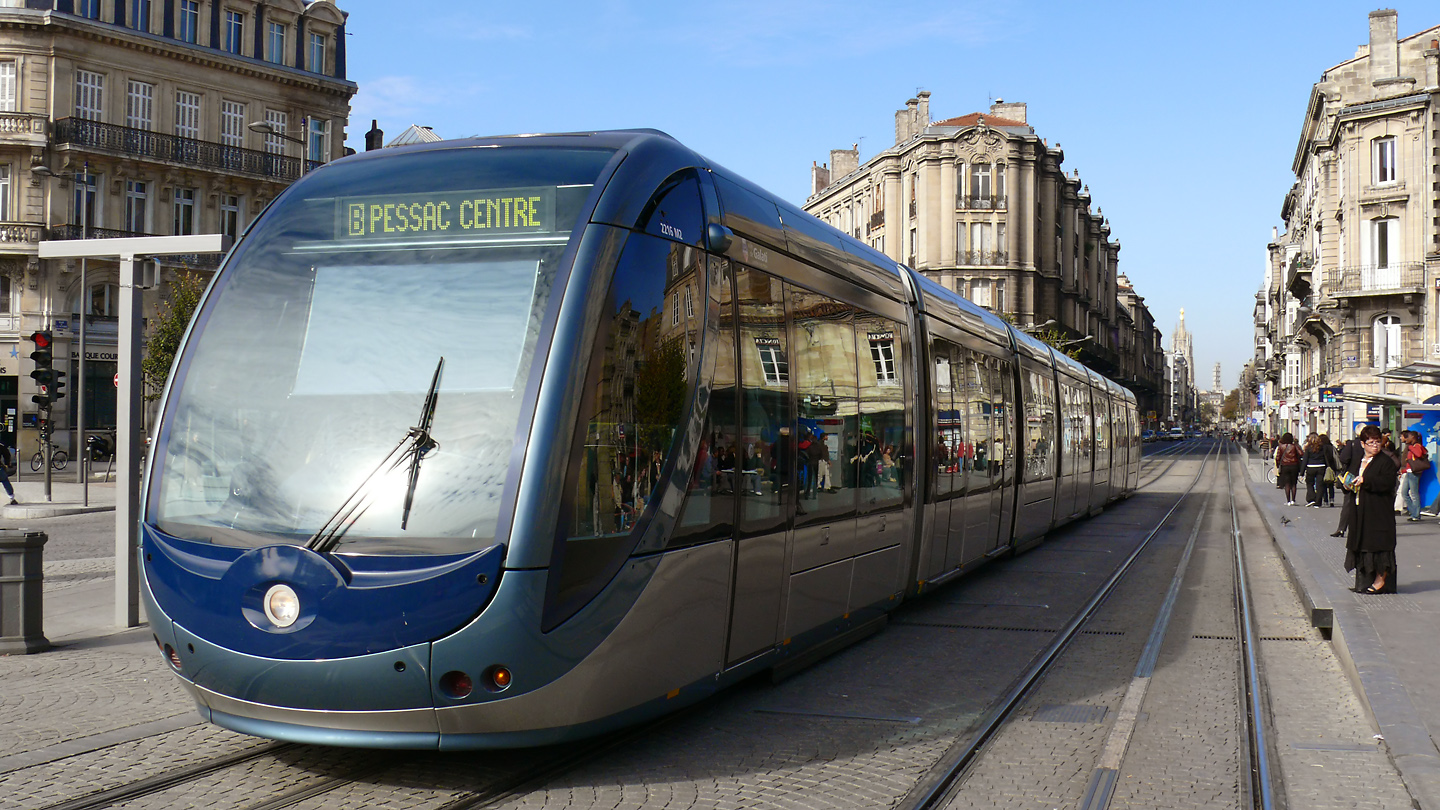
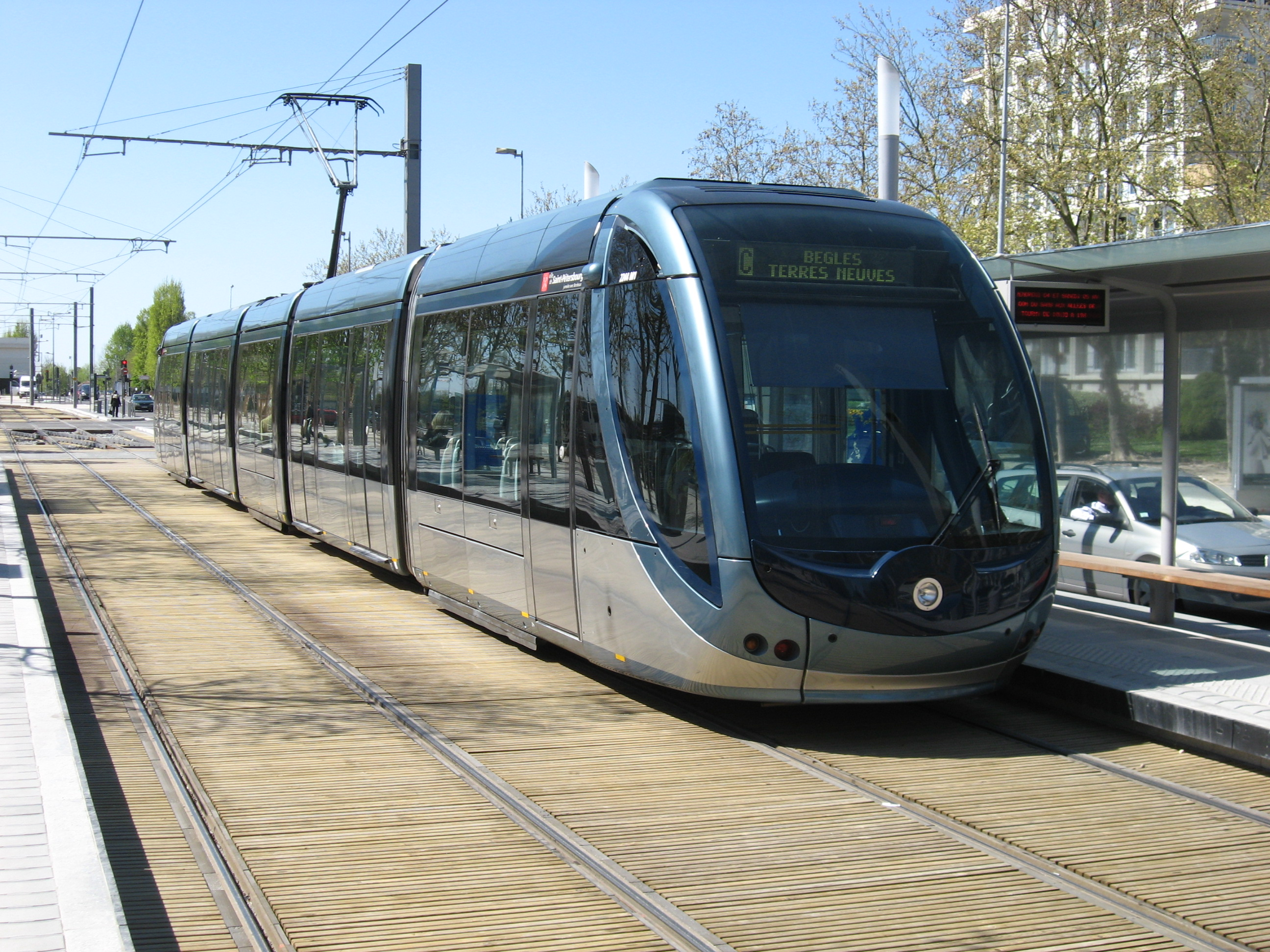
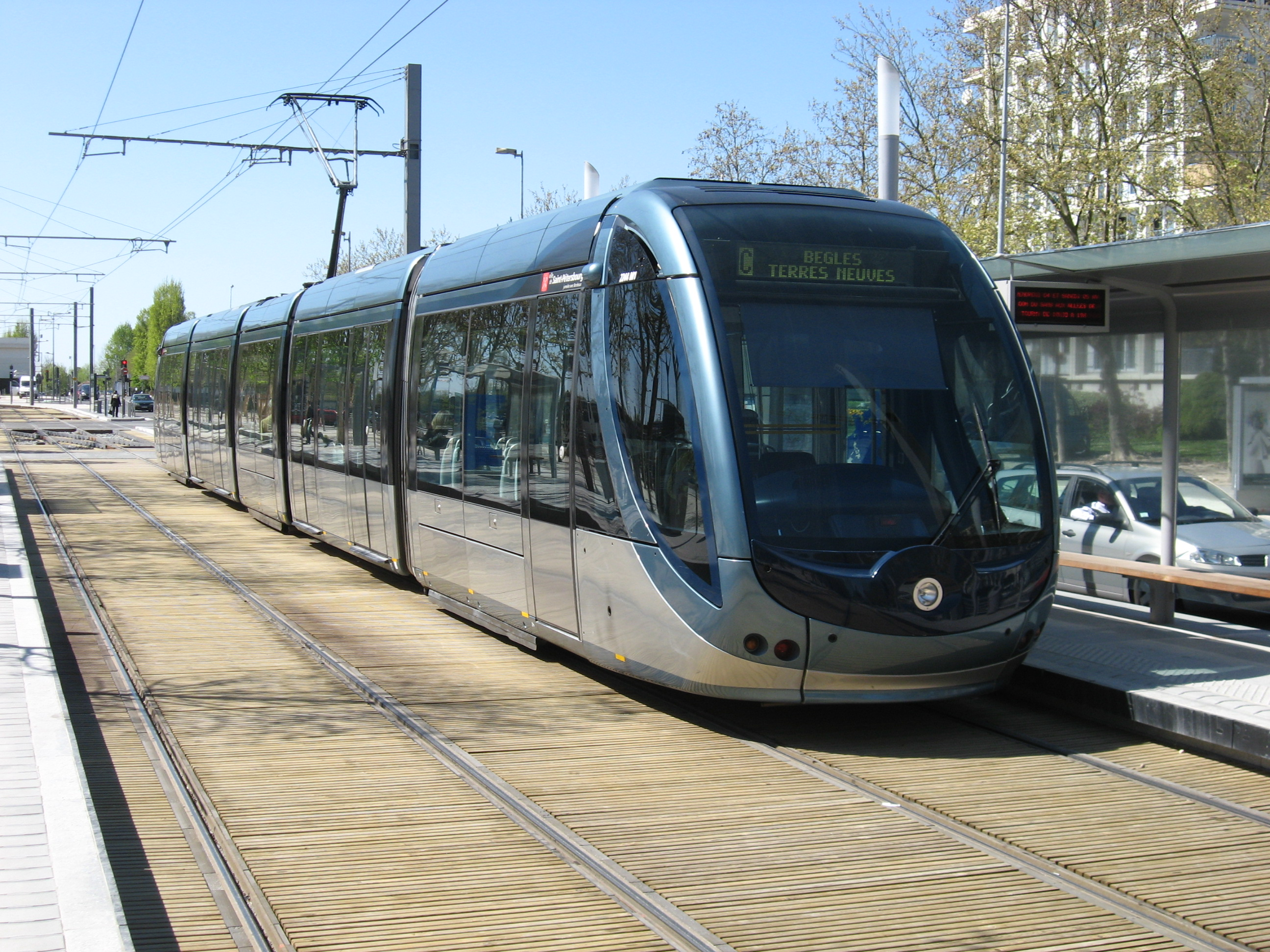
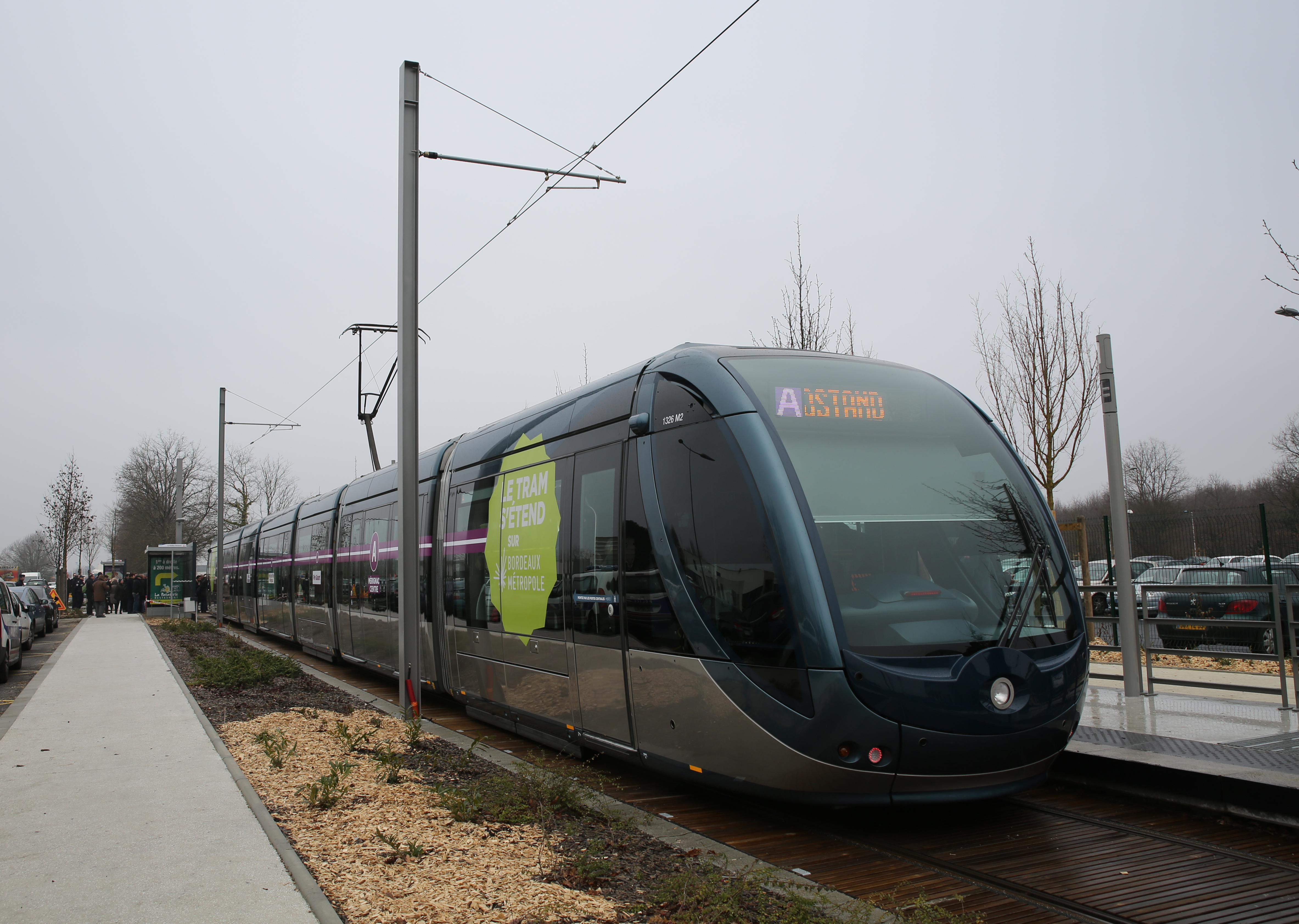
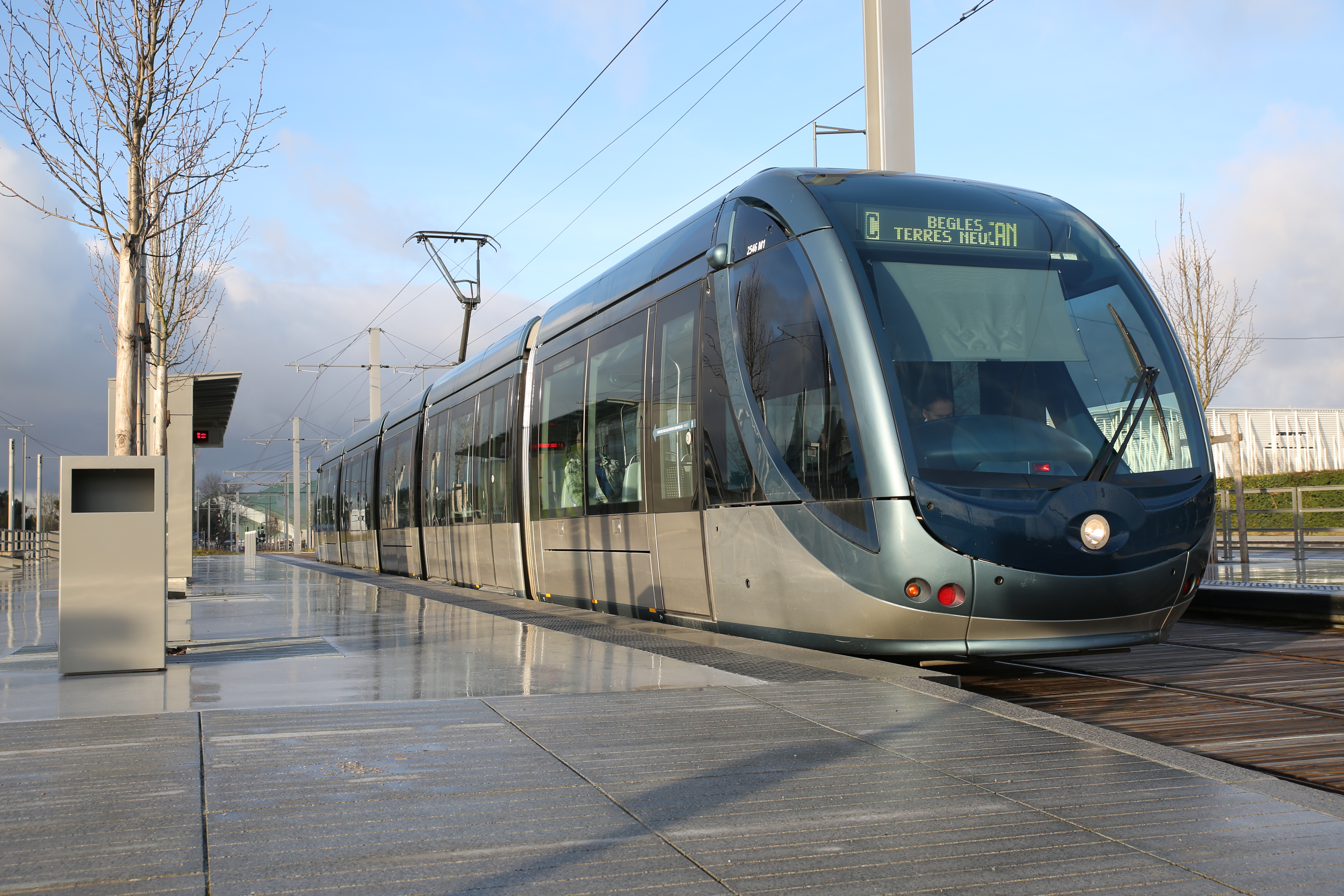
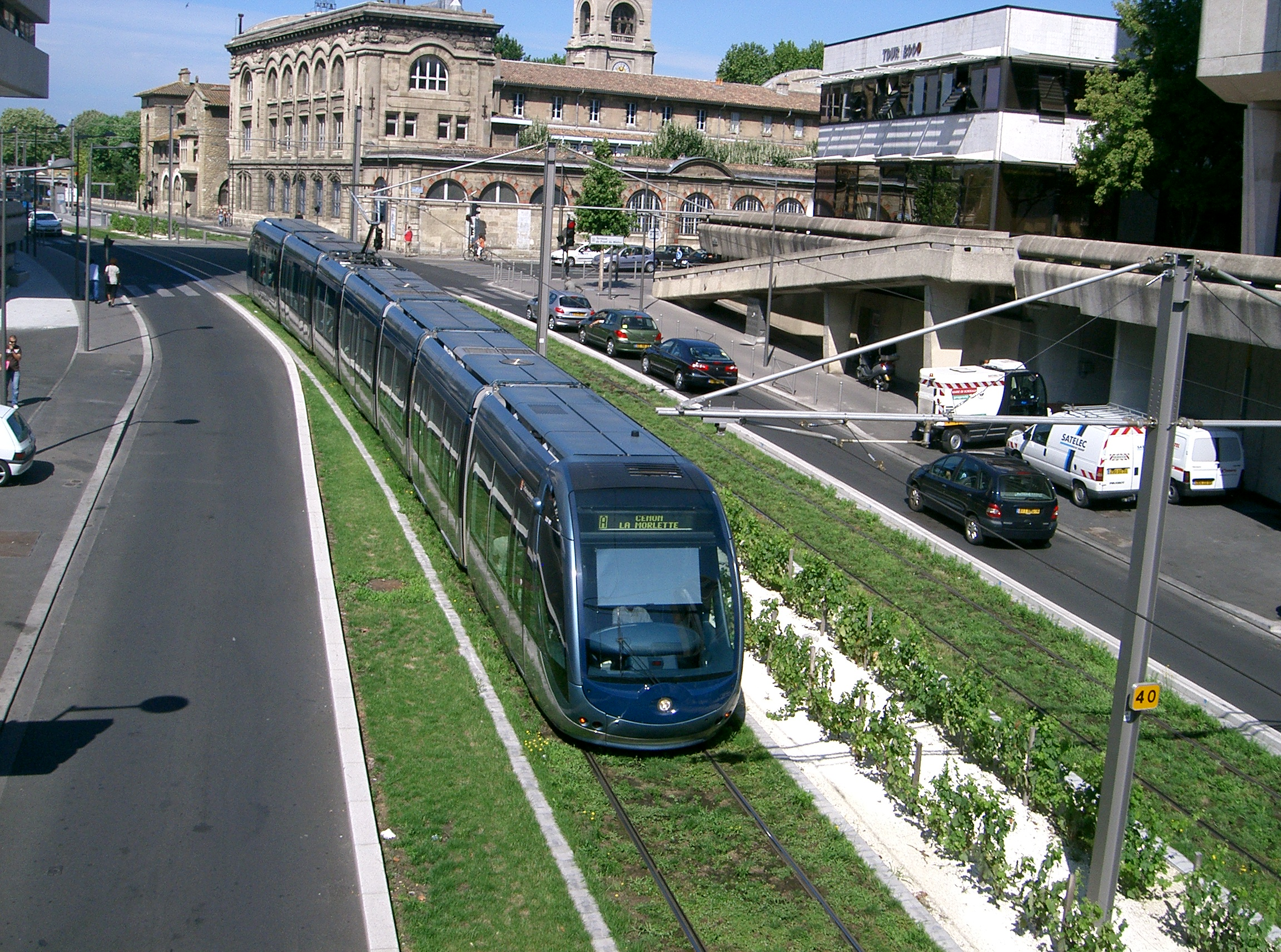